# Cátia Guimma
Cátia Guimma Varjão, mais conhecida como Cátia Guimma (Salvador, 20 de agosto de 1966), é uma cantora baiana de axé music e romântica.
Junto a artistas como Sarajane, Simone Moreno, Janete e Jaciara (vocalistas da Banda Mel em sua formação original), Márcia Freire, Gilmelândia, Ivete Sangalo e Daniela Mercury, Guimma faz parte do grupo de cantoras que, de modo pioneiro, levaram as mulheres a serem "puxadoras" de trio elétrico no Carnaval da Bahia embora, no seu caso ou de artistas como Carla Visi, não tenha inserido grandes inovações ao estilo de apresentação dos demais "cantores de trio".

## Biografia
Começou sua carreira no ano de 1990, como cantora do bloco Futuca. Em 1992 passou a integrar a Banda Patrulha onde gravou três discos e fez sucesso com as músicas "Semente de Prazer", "Crina Negra" e "Orixás". Em 1997 foi contratada para substituir Ivete Sangalo na Banda Eva, mas acabou seguindo carreira solo e, no ano seguinte, lançou o seu primeiro CD Catia Guimma que continha músicas como "Girar o Mundo", "Pela Cidade" e "Minha Razão de Viver" que foram sucesso no carnaval.. Lançou ainda os discos Raridades em 1999 e Pra Você em 2000.
Esteve no filme Cinderela Baiana, em 1998. A cantora aparece no começo do longa, interpretando a música "Girar o Mundo".
Em 2009, junto a Carla Visi e Márcia Short integrou o grupo EME XXI. Em 2010, morando em Goiânia, gravou ali trabalhos em estilo sertanejo, acompanhada por músicos locais e baianos ali radicados.
Casada com o empresário Bruno Varjão, Guimma tem dois filhos: Anna Luiza (compositora) e Huguinho Guimma (que também iniciou na carreira artística como vocalista da banda Zabelê)
Em 2017, após viver por sete anos em Goiânia, passou a morar em Vitória da Conquista e retomou as apresentações em trio no circuito Dodô do carnaval soteropolitano. Em 2018 junto a outros artistas "de renome nacional" como Ellen Oléria, Wagner Tiso ou Marcelo Melo, integrou o júri técnico de concurso musical promovido pela FENAE. No ano de 2019 junto a Elaine Fernandes e Márcia Short realizou o show Axé Por Elas que, na Praça Castro Alves, abriu o carnaval de Salvador daquele ano.
Continua a se apresentar em Vitória da Conquista, como durante show realizado em 2024 pelo Dia da Mulher.